# 神田紅
神田 紅（かんだ くれない、1952年4月20日 - ）は日本の講談師、エッセイスト。福岡県福岡市生まれ。サイバー大学客員教授。本名∶戸井田 和子。

## 経歴
福岡県立修猷館高校卒業、早稲田大学商学部中退。
既婚。
大学在学中に文学座研究所にいた。
その後、プロダクションに所属。市原悦子の付き人を二年担当。当時の名前は中原鐘子。
女優を経て、1979年に、講談師二代目神田山陽に入門した。
1989年、真打に昇進。旧本牧亭での幕引き真打披露を行う。同年、落語芸術協会に入会。
2002年、弟子の陽司、紅葉を伴い紅一門を旗揚げする。
2010年4月、日本講談協会会長に就任。
2017年、芸歴40年を迎えた。「古典講談の復活、創作講談や国語講談を分かりやすく伝えていきたい」と語った。

## 芸歴
- 1979年 - 二代目神田山陽に入門、「紅」を名乗る。
- 1989年 - 真打昇進、落語芸術協会に入会。

## 役職
- 2010年4月 - 日本講談協会会長

## 芸風
「芝居講談」はじめ「立体講談」など新たな取り組みに挑戦している。
オリジナル講談に『芝居講談マダム貞奴』、『マリリン・モンロー』、『オードリー・ヘップバーン』などがある。
モットーは、「講談には、笑いをどこかにいれなさい」。

## 弟子

### 真打
- 神田陽司 - 二代目神田山陽門下から移籍
- 神田紅葉
- 神田蘭
- 三代目松林伯知

### 二ツ目
- 神田紅佳
- 神田紅純 - 三代目神田松鯉門下から移籍
- 神田紅希

## 著書
- 『神田紅の語って紅伝』（2004年8月、西日本新聞社）ISBN 978-4816705793
- 『神田紅 女の独り立ち』（2008年1月18日、産経新聞出版）ISBN 978-4863060418
- 『紅流 女講談師として生きて』（2024年4月19日、クラウドブックス）ISBN 978-4910315386

## テレビ出演
- 大江戸捜査網 第609話「恐怖! 妖しく誘う魔性剣」（1983年、テレビ東京 / 三船プロ） - 神田紅玉斎
- ニュードキュメンタリードラマ昭和 松本清張事件にせまる 第1回「昭和20年8月15日 終戦日の荷風と潤一郎」（1984年4月12日、テレビ朝日 / 近代映画協会）
- 遠山の金さんII 第7話「女講釈師・双肌脱いだ妖艶舞台!」（1985年、テレビ朝日 / 東映） ※高橋英樹版
- 落語天女おゆい（2006年） - 椎名冨士子 役

## ラジオ出演
- 志の輔ラジオ 落語DEデート（2011年4月24日、文化放送）
- ラジオ深夜便（2017年5月19日、NHKラジオ第1／ミッドナイトトーク（2023年４月～偶数月第１週））

## 映画
- 女衒（1987年） - オツノ 役
- 時が乱吹く（1991年） - 語り
- 行楽猿（1993年） - ママ 役

## 新聞
- こころの玉手箱（2025年3月31日～4月4日連載、日本経済新聞夕刊）